# Beech Grove (Indiana)
Beech Grove es una ciudad ubicada en el condado de Marion en el estado estadounidense de Indiana. En el Censo de 2010 tenía una población de 14 192 habitantes y una densidad poblacional de 1246,77 personas por km². Es la ciudad natal del actor Steve McQueen (1930-1980).

## Geografía
Beech Grove se encuentra ubicada en las coordenadas 39°42′55″N 86°5′13″O / 39.71528, -86.08694. Según la Oficina del Censo de los Estados Unidos, Beech Grove tiene una superficie total de 11,38 km², de la cual 11,38 km² corresponden a tierra firme y (0 %) 0 km² es agua.

## Demografía
Según el censo de 2010, había 14 192 personas residiendo en Beech Grove. La densidad de población era de 1246,77 hab./km². De los 14 192 habitantes, Beech Grove estaba compuesto por el 91,49 % blancos, el 3,25 % eran afroamericanos, el 0,32 % eran amerindios, el 0,7 % eran asiáticos, el 0,04 % eran isleños del Pacífico, el 2,14 % eran de otras razas y el 2,06 % pertenecían a dos o más razas. Del total de la población el 4.15% eran hispanos o latinos de cualquier raza.